# エジプト王国

エジプト王国
المملكة المصرية (アラビア語)

国歌: اسلمى يا مصر（アラビア語）
おお、エジプトを護れ

エジプト王国の位置（1923年）
緑：エジプト王国
薄緑：イギリス・エジプト領スーダン
黄緑：1934年にイタリア領リビアに割譲した地域

エジプト王国（エジプトおうこく、アラビア語: المملكة المصرية, ラテン文字転写: Al-Mamlakah al-Miṣrayyah）は、現在のエジプト・アラブ共和国の地域を領土とし、1922年から1953年の間ムハンマド・アリー朝が支配していた王国である。エジプト革命により、共和制に移行されるまで存在した。

## 歴史

### ムハンマド・アリー朝の成立
1805年、ムハンマド・アリーがオスマン帝国の属州エジプトの総督に就任し、マムルークなどの有力者を排除し、エジプトの支配体制を確立した。
1820年に後のスーダンに侵攻し、東部のフンジュ・スルタン国を滅ぼし、ダール・フール・スルタン国からコルドファンを奪い併合した。さらにギリシャ独立戦争の出兵の代償としてオスマン帝国にシリアの割譲を要求し、エジプト・トルコ戦争を起こし勝利するものの、列強諸国の介入により、ムハンマド・アリーは自らの子孫による総督の世襲を認めさせる代わりにシリアの割譲を諦めることになった。しかし世襲制を認められたことにより、ムハンマド・アリー朝が事実上成立した。

### イギリスの保護国へ
1869年にスエズ運河が開通すると、エジプトの国際的な地位は高まった。しかし、スエズ運河の建設は財政上大きな負担となり、1876年にエジプトの財政は破綻し、イギリスやフランスなどの列強諸国に管理されることになった。
1881年になると経済的な外国支配を打破すべく、アフメド・ウラービーらが民族運動（ウラービー運動、ウラービー革命ともいう）を展開する。これを危惧したイギリスは1882年に軍隊を派遣、これを鎮圧するとエジプトを占領した。これと並行して、スーダンにおいてマフディー戦争が勃発し、スーダンはエジプトからマフディーの支配へ移行した（イギリス・エジプト領スーダン）。
第一次世界大戦が勃発すると、イギリスはエジプトの保護国化を宣言、オスマン帝国から完全に分離させた。

### 第一次世界大戦後のエジプト
1919年、第一次世界大戦が終結し、エジプトは講和会議に独立のための使節を送ろうとしたが、イギリスの拒否により断念する。これにより、大戦以前からあった反英運動や独立運動がいっそう激しく行われるようになった。直接的な支配が不可能であると判断したイギリスは、1922年にエジプトを独立させることになった（エジプト革命）。
1923年に憲法を制定し、エジプトは立憲君主国となった。1936年にイギリスと同盟条約を締結し、駐留イギリス軍の縮小に成功した。

### 第二次世界大戦とその後
第二次世界大戦が勃発すると、1940年にエジプトはイタリア軍に侵攻されるが、1942年のエル・アラメインの戦いでバーナード・モントゴメリー率いる連合国軍がエルヴィン・ロンメルが率いるドイツ・アフリカ軍団からなるドイツ・イタリア枢軸軍に勝利すると、独伊軍はエジプトから撤退、壊滅した。なお、この時のファルーク1世の連合国寄りの姿勢が、枢軸国派の将校が多かったエジプト軍内部の不満を高めた。
第二次世界大戦末の1945年3月にエジプトはシリア、イラク、ヨルダン、レバノン、サウジアラビア、イエメンに呼びかけ、アラブ連盟を結成した。1948年にイスラエルが建国されるとアラブ諸国が宣戦布告、第一次中東戦争が勃発した。しかし、「自国こそがアラブのリーダー」と自負したエジプトと同類であるイラク及びサウジアラビアなどと歩調が取れるはずもなく、1949年にイスラエルが勝利するとエジプトは敗戦国となった。こうして、エジプト王家に対する信頼は完全に失墜した。

### エジプト革命
1952年1月、エジプト各地で駐留イギリス軍が襲撃される事件が多発する。同年7月23日、ムハンマド・ナギーブとガマール・アブドゥル＝ナーセル率いる自由将校団がクーデターを決行した。7月26日、ファールーク1世が退位し、幼いフアード2世を残してイタリアに亡命した。フアード2世が新たな国王に即位するものの、1953年6月19日に革命政権は王政の廃止と共和制移行を宣言し、エジプト革命は終結した。

## 歴代国王
1. フアード1世（在位：1922年 - 1936年）
2. ファールーク1世（在位：1936年 - 1952年）
3. フアード2世（在位：1952年 - 1953年）